# Sammy Chapman
Sammy Chapman (Belfast, 16 febbraio 1938 – Wombourne, 24 luglio 2019) è stato un calciatore nordirlandese, di ruolo centrocampista.

## Palmarès

### Giocatore

#### Competizioni nazionali
- Coppa d'Irlanda: 1

Shamrock Rovers: 1955-1956
- League of Ireland Shield: 1

Shamrock Rovers: 1955-1956
- Top Four Cup: 1

Shamrock Rovers: 1955-1956

#### Competizioni regionali
- Leinster Senior Cup: 1

Shamrock Rovers: 1955-1956